# Killing Machine
Killing Machine je pátým albem heavy metalové legendy Judas Priest a v USA se prodává pod názvem Hell Bent for Leather. Deska vyšla 1978 u společnosti Columbia Records a produkci tentokrát do svých rukou vzal James Guthrie. V roce 2001 bylo remasterováno a přidány bonusy, stejně jako tomu bylo u dalších 11 řadových alb Judas Priest a dvou výběrů. Bylo ke koupi samostatně, nebo jako Box Set všech 12 remasterovaných studiových alb.
Album se hned po vydání, jak už u Judas Priest bývá zvykem, stalo klasikou. V Britském žebříčku se umisťuje na 32. místě.

## Seznam skladeb
| Pořadí | Název                                            | Autor                                   | Délka |
| ------ | ------------------------------------------------ | --------------------------------------- | ----- |
| 1.     | Delivering The Goods                             | K.K. Downing, Rob Halford, Glenn Tipton | 4:16  |
| 2.     | Rock Forever                                     | Downing, Halford, Tipton                | 3:16  |
| 3.     | Evening Star                                     | Halford, Tipton                         | 4:06  |
| 4.     | Hell Bent for Leather                            | Tipton                                  | 2:41  |
| 5.     | Take on the World                                | Halford, Tipton                         | 3:00  |
| 6.     | Burnin' Up                                       | Downing, Tipton                         | 4:07  |
| 7.     | The Green Manalishi (With the Two-Pronged Crown) | Peter Green                             | 3:23  |
| 8.     | Killing Machine                                  | Tipton                                  | 3:01  |
| 9.     | Running Wild                                     | Tipton                                  | 2:58  |
| 10.    | Before the Dawn                                  | Downing, Halford, Tipton                | 3:23  |
| 11.    | Evil Fantasies                                   | Downing, Halford, Tipton                | 4:15  |

### 2001 Bonusy
1. "Fight For Your Life" (Downing, Halford, Tipton) – 4:06
2. "Riding on the Wind" (Live) (Downing, Halford, Tipton) – 3:16

## Sestava
- Rob Halford – zpěv
- K.K. Downing – kytara
- Glenn Tipton – kytara
- Ian Hill – baskytara
- Les Binks – bicí